# Bonilla de la Sierra
Bonilla de la Sierra ist ein Ort und eine nordspanische Gemeinde (municipio) mit 163 Einwohnern (Stand: 2024) in der Provinz Ávila in der Autonomen Gemeinschaft Kastilien und León. Der alte Ortskern wurde als Kulturgut (Bien de Interés Cultural) in der Kategorie Conjunto histórico-artístico eingestuft.

## Lage
Der Ort Bonilla de la Sierra liegt auf einem Hügel in der Sierra de Gredos einer Höhe von etwa 1080 m. Die Entfernung zur nordöstlich gelegenen Provinzhauptstadt Ávila beträgt knapp 60 km (Fahrtstrecke); die Stadt Salamanca befindet sich gut 82 km in nordwestlicher Richtung. Das Klima im Winter ist kühl, im Sommer dagegen trotz der Höhenlage durchaus warm; die geringen Niederschlagsmengen (ca. 460 mm/Jahr) fallen – mit Ausnahme der nahezu regenlosen Sommermonate – verteilt übers ganze Jahr.

## Bevölkerungsentwicklung
| Jahr      | 1857 | 1900  | 1950 | 2000 | 2017 |
| Einwohner | 927  | 1.017 | 977  | 195  | 124  |

Der enorm starke Bevölkerungsrückgang seit den 1950er Jahren ist im Wesentlichen auf die Mechanisierung der Landwirtschaft, die Aufgabe bäuerlicher Kleinbetriebe und den damit einhergehenden Verlust an Arbeitsplätzen zurückzuführen.

## Wirtschaft
Die Landwirtschaft, vor allem die Viehzucht, spielt traditionell die größte Rolle im Wirtschaftsleben der kleinen Berggemeinde. Ein wenig Tourismus in Form der Vermietung von Ferienwohnungen (casas rurales) ist in den letzten Jahrzehnten des 20. Jahrhunderts hinzugekommen.

## Geschichte
Zwei Felsgrotten mit Altären aus prähistorischer Zeit, die über in das Gestein gehauene Stufen erreicht werden konnten, wurden Ende des 20. Jahrhunderts in der Umgebung des Ortes entdeckt. Römer, Westgoten und Araber bzw. Mauren hinterließen keine Spuren. Nach der Rückeroberung (reconquista) und Wiederbesiedlung (repoblación) des Gebiets zwischen den Flüssen Duero und Tajo im 11. und 12. Jahrhundert gehörte Bonilla (bonna villa) zum Bistum Ávila. Bischof Lope de Barrientos ließ im frühen 15. Jahrhundert die Burg erbauen, die in der Folgezeit als abgelegener Rückzugsort und als Gästehaus diente.

## Sehenswürdigkeiten

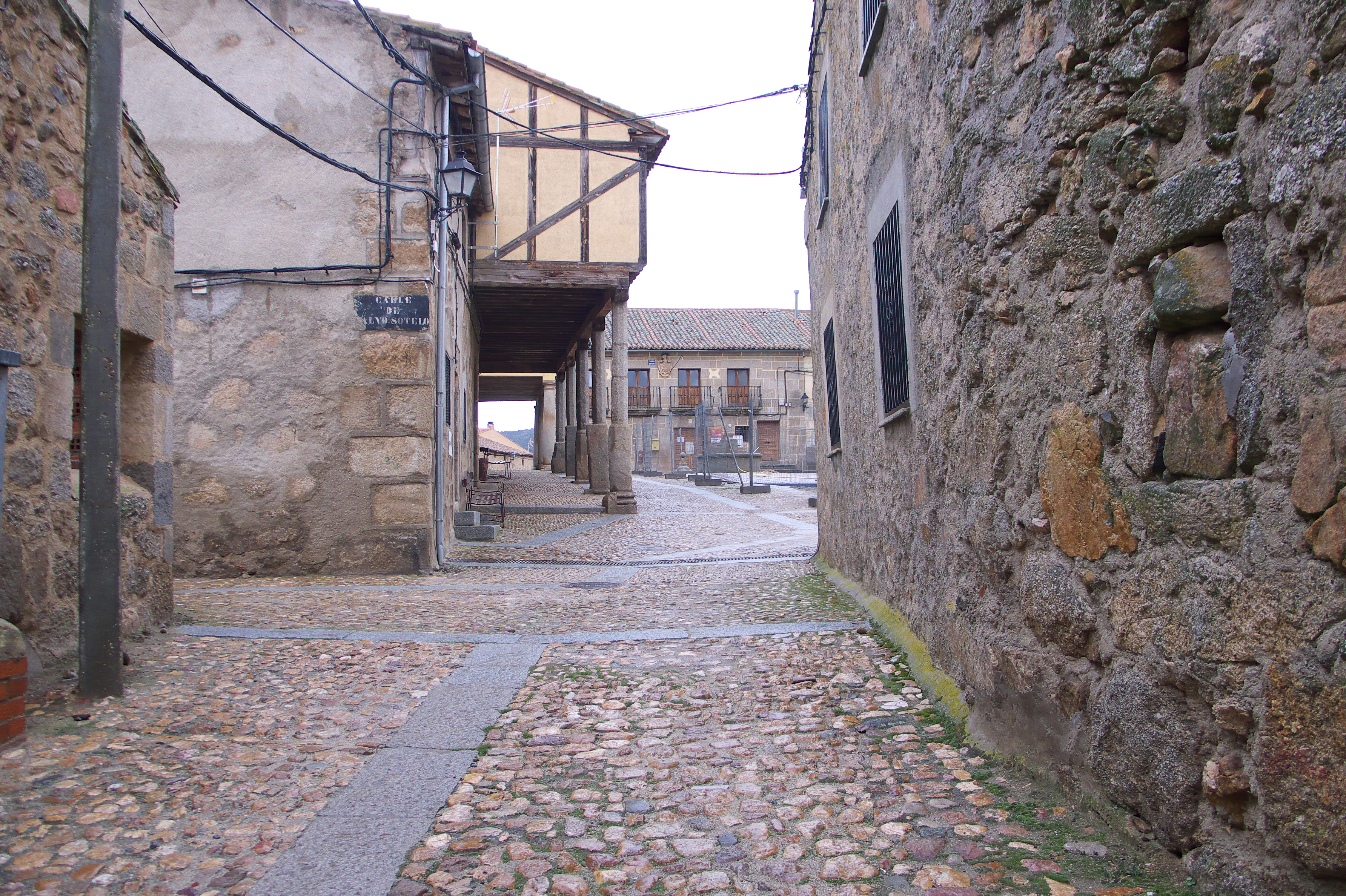
Bonilla de la Sierra – Seitengassen an der Plaza Mayor

- Hauptattraktion von Bonilla ist das alte Ortszentrum rund um den Hauptplatz mit seinen kleinen Gassen und den daran angrenzenden Fachwerk- oder Feldsteinhäusern, die jedoch allesamt baufällig sind.
- Auf dem Hauptplatz selbst steht ein Steinkreuz aus dem 14. Jahrhundert; an dessen Sockel im 15./16. Jahrhundert ein steinerner Wappenschild angebracht wurde.
- Von der mittelalterlichen Burg (castillo) der Bischöfe von Ávila sind nur wenige Teile – darunter der Bergfried (torre del homenaje) und die Reste von drei Wehrtürmen – erhalten. Der Komplex befindet sich in Privatbesitz.
- Außergewöhnlich ist ein mittelalterlicher Stufenbrunnen, dessen teilweise überwölbte Treppe zu einer Zisterne (aljibe) hinabführt.
- Eine mittelalterliche Steinbrücke (Puente de Chuy) erhebt sich etwa 500 m nördlich des Ortes.
- Die spätgotische Kollegiatkirche San Martín wurde nach der Fertigstellung der Kathedrale von Ávila (1429) begonnen und möglicherweise im Jahr 1513 vollendet; lediglich der blockhaft wirkende Turm dürfte von einem Vorgängerbau stammen. Das Äußere des Bauwerks ist – mit Ausnahme zweier Portale – weitgehend schmucklos gestaltet; das einschiffige Innere überzeugt durch seine Weite von annähernd 17 m und die perfekte Steinbearbeitung, zu der auch eine teilweise in die Wand eingelassene Predigtkanzel gehört. Ungewöhnlich ist das einfache Spitztonnengewölbe aus Ziegelstein mit Gurtbogenunterzügen aus Haustein im Langhaus; der Chorbereich hat dagegen ein für die Zeit übliches Rippengewölbe mit Sternmotiven. Im Jahre 1514 entstand das ursprüngliche Altarretabel mit Szenen aus dem Leben des hl. Martin von Tours; dieses ist verlorengegangen, doch in seinem Nachfolger aus dem Jahr 1701 sind einige der alten Bildtafeln integriert worden.

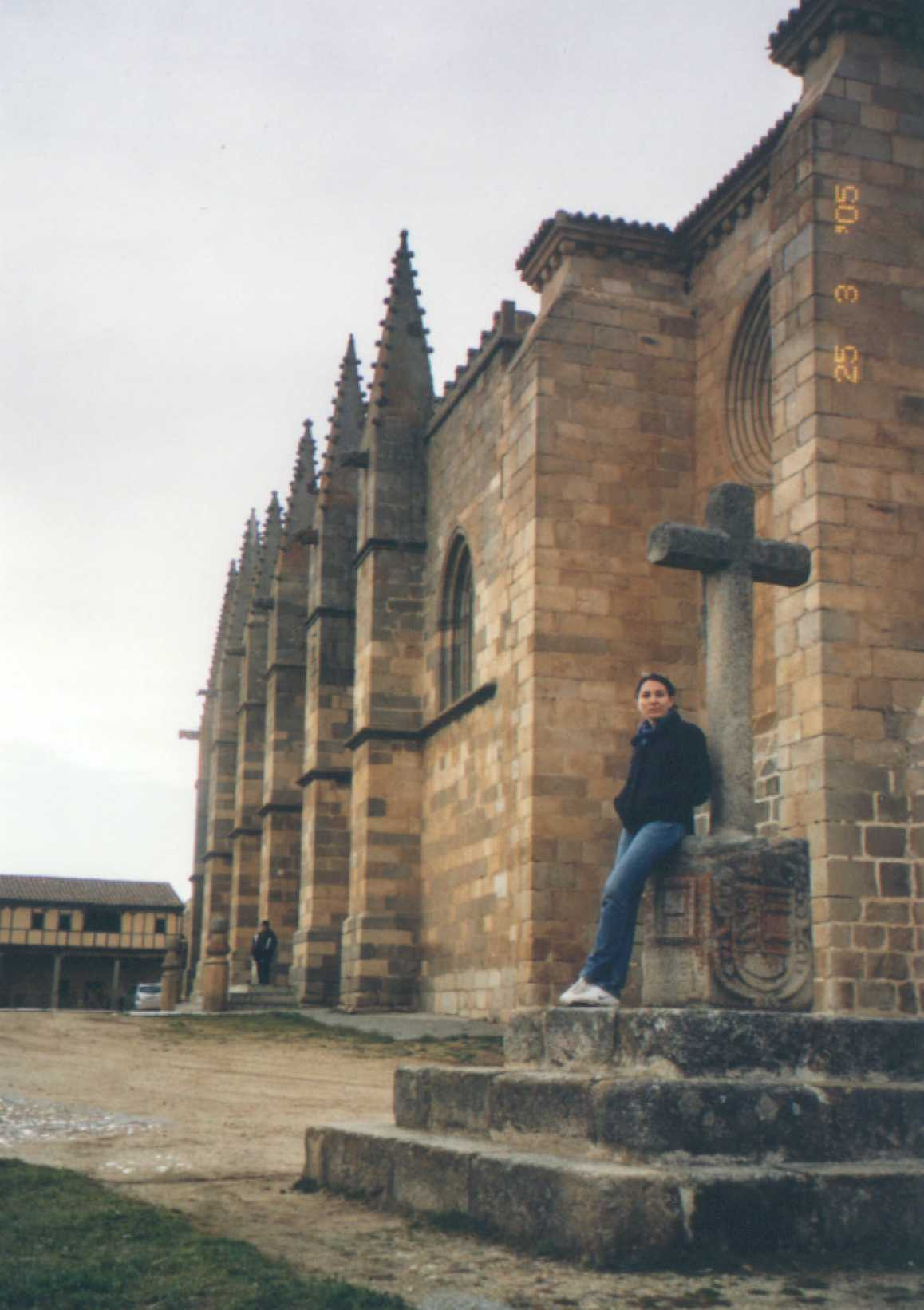
Kollegiatkirche San Martín
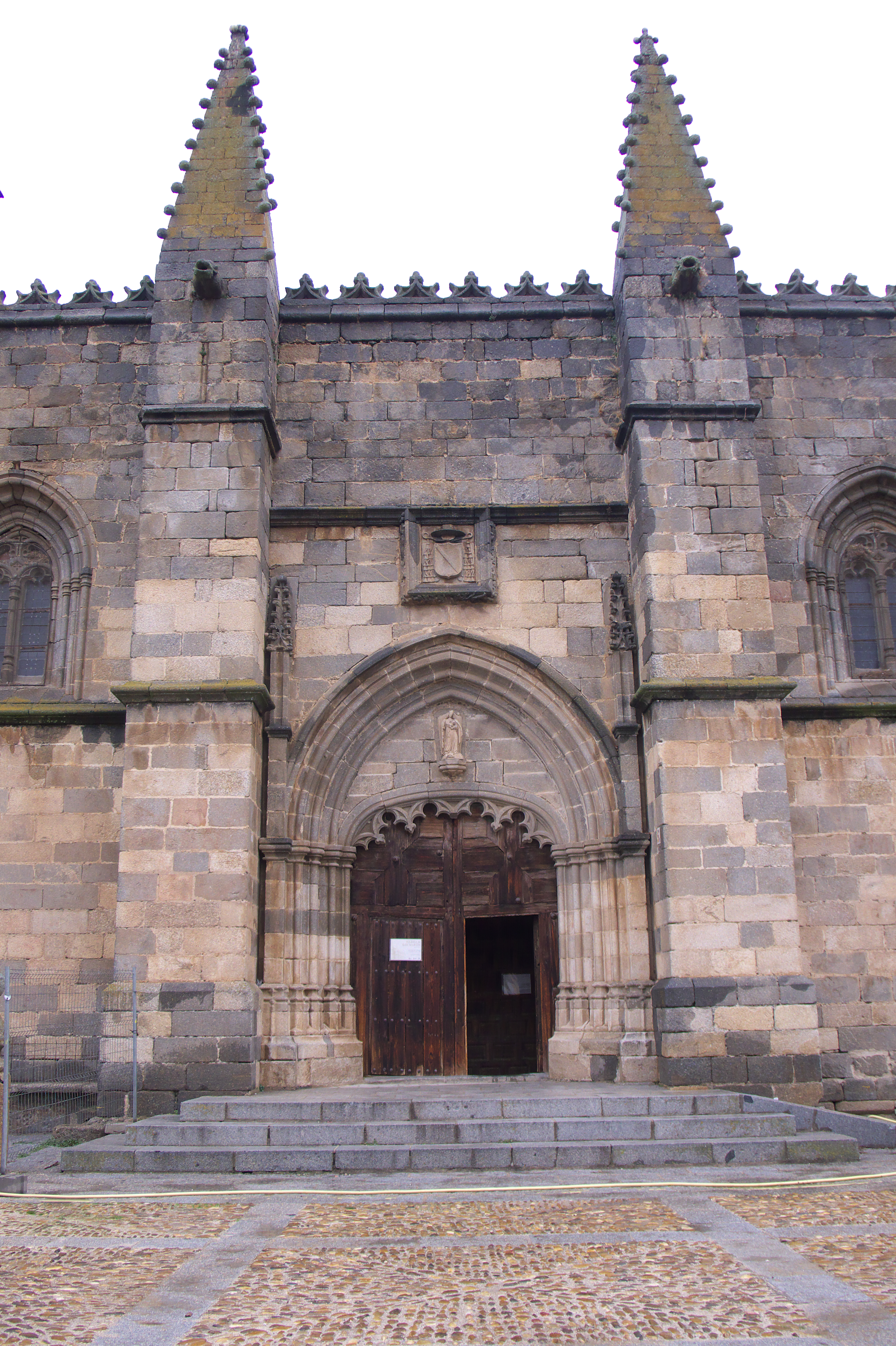
Portal
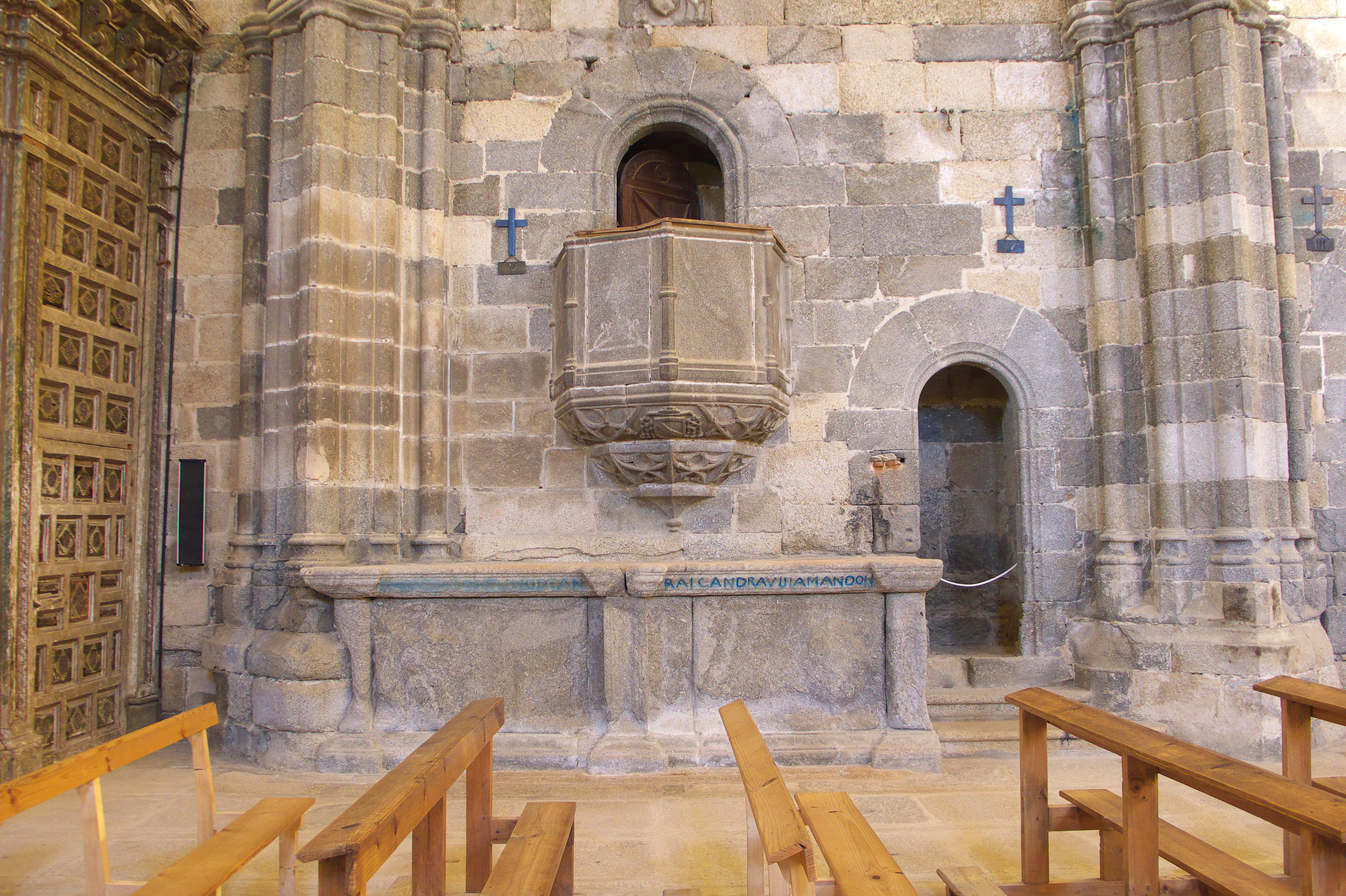
Steinkanzel
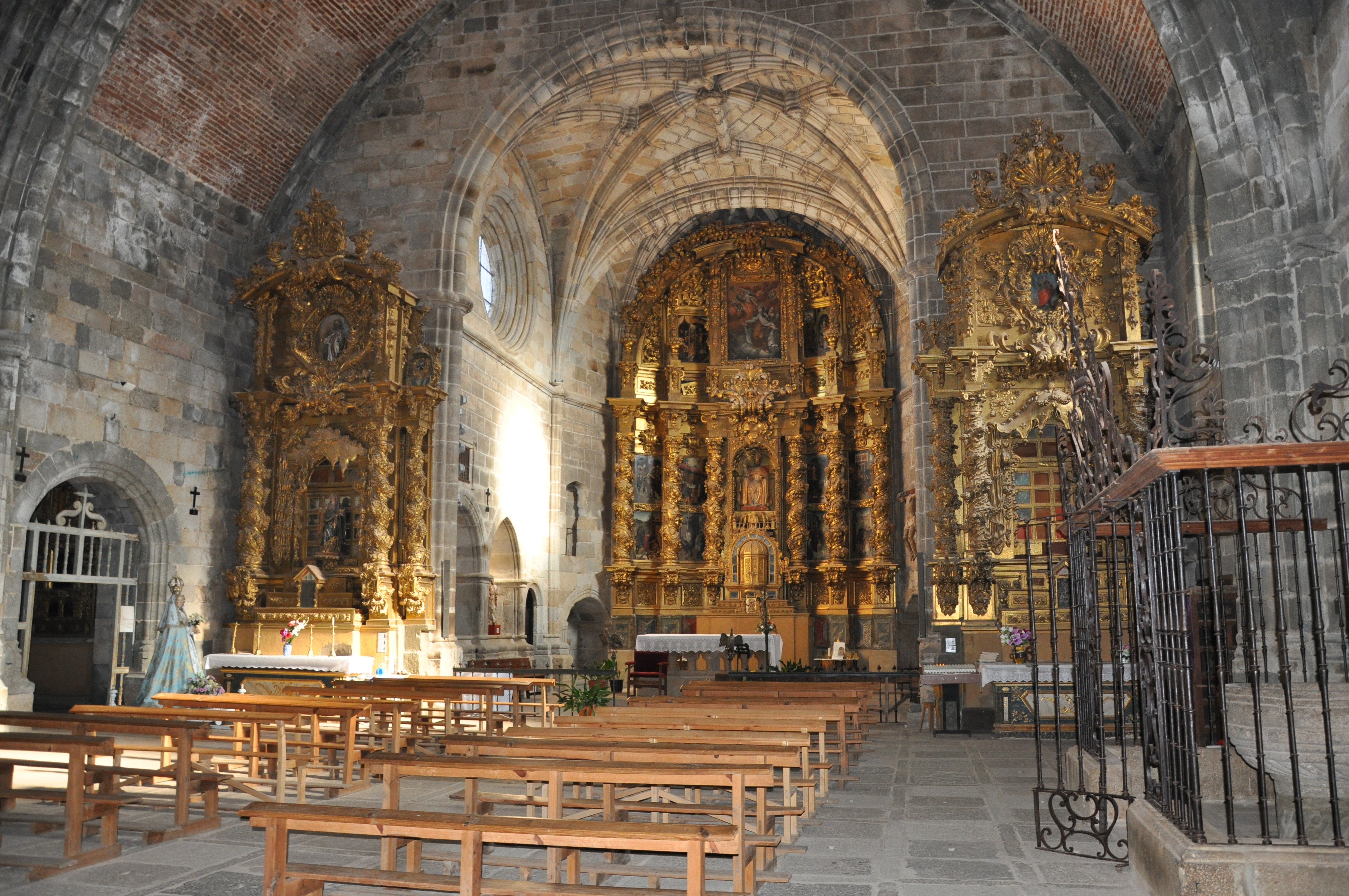
Kirchenschiff mit Altarretabeln
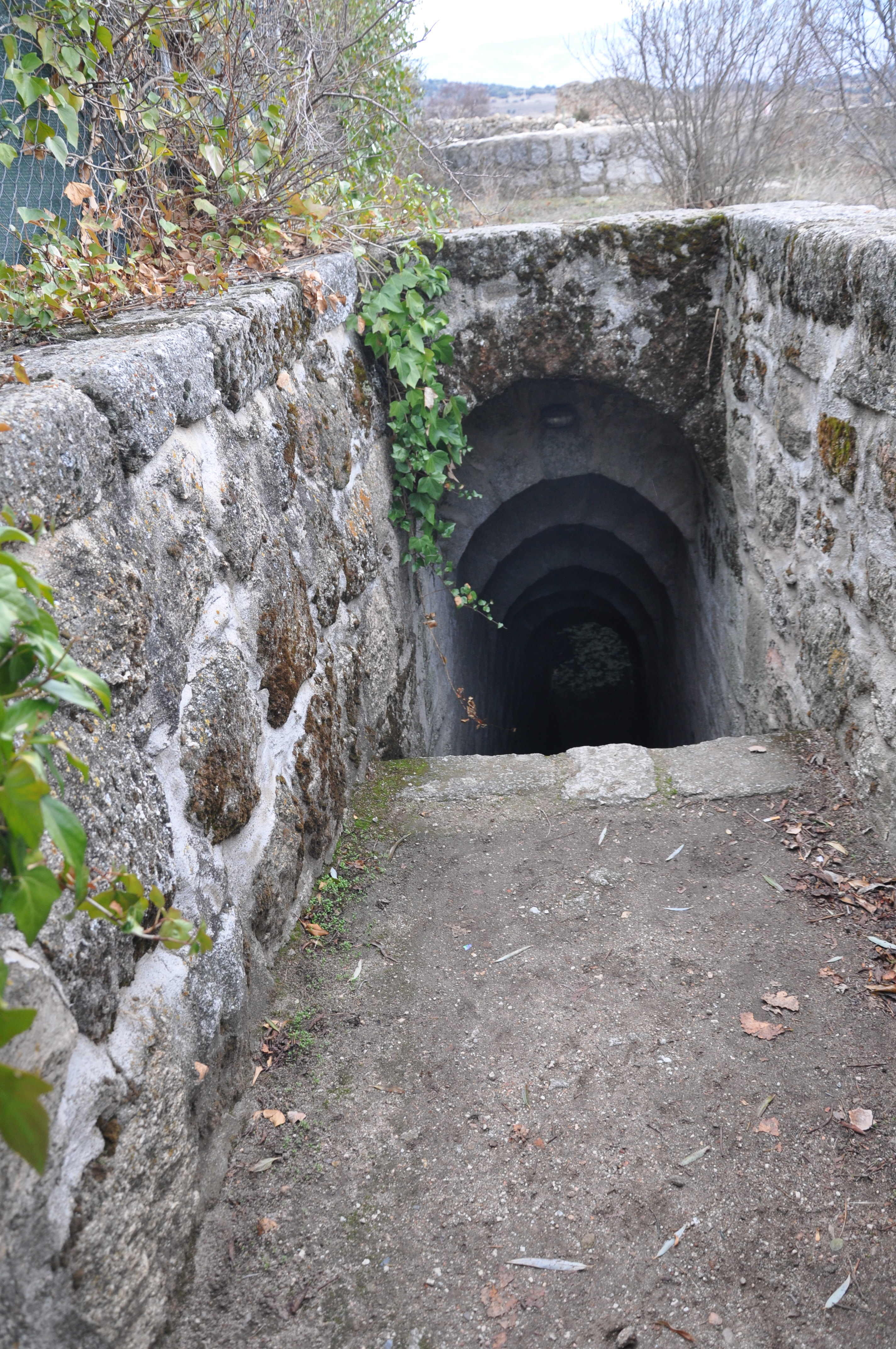
Stufenbrunnen in Bonilla de la Sierra

## Persönlichkeiten
- Alonso Fernández de Madrigal, auch genannt El Tostado (um 1400/10–1455), Theologe, Literat und Bischof von Ávila, verstarb in Bonilla de la Sierra.